# 어메이징 프로그
어메이징 프로그(영어: Amazing Frog)는 페이주에서 만든 비디오 게임이다.  이 게임은 실제로 있는 영국의 한 도시 스윈던이라는 도시를 모티브로 짰다.

## 이벤트

### 매년 10월 31일
할로윈 이벤트가 열린다.

### 매년 12월 25일
크리스마스 이벤트가 열린다.

## 같이 보기
- 비디오 게임
- 개구리